# مسجد گنبد آزادان
مسجد گنبد آزادان مربوط به دوره ایلخانی است و در اصفهان، بلوار آتشگاه، خیابان قدس، کوی نوبهار واقع شده و این اثر در تاریخ ۲۳ شهریور ۱۳۸۲ با شمارهٔ ثبت ۱۰۲۱۳ به‌عنوان یکی از آثار ملی ایران به ثبت رسیده است.